# Hispania Citerior en Ulterior

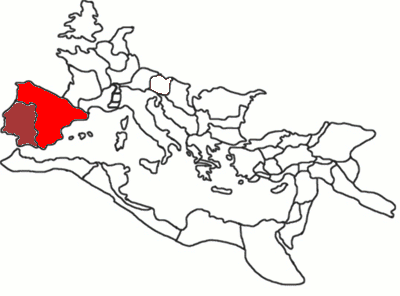
Vergelijking tussen Hispania Citerior (rood) en Hispania Ulterior (bruin)

Hispania Citerior (het nabije Spanje) en Hispania Ulterior (het verdere Spanje) waren de (oude) namen van twee Romeinse provincies op het Iberisch Schiereiland. Beide werden gesticht in het jaar 197 v.Chr., na de Tweede Punische Oorlog, toen de verovering van Hispania op de Carthagers door Scipio Africanus voltooid was. Men moet er hierbij wel rekening mee houden dat de provincies toen nog niet zo groot waren als op het kaartje hiernaast: de verovering van het Iberisch schiereiland op de Kelten ging door tot in 19 v.Chr. de laatste stammen, de Cantabrii, werden onderworpen en bij Hispania Citerior (toen reeds Hispania Tarraconensis) werden gevoegd. 
In 27 v.Chr. besliste Augustus dat Hispania Ulterior in tweeën gesplitst moest worden en dat beide provincies van naam moesten veranderen. Hispania Tarraconensis (= het oude Citerior), Hispania Lusitania en Hispania Baetica (= het oude Ulterior) waren geboren. 
Voor de geschiedenis, economie, steden etc van deze drie nieuwe provincies: zie de drie bovengenoemden.

## Gouverneurs van Hispania Citerior

### 2de eeuw v.Chr
- praetor C. Sempronius Tuditanus (197- 196 v.Chr.)
- praetor Q. Mucius Thermus (196- 195 v.Chr.)
- praetor P. Manlius (195- 194 v.Chr.)
- praetor S. Digitius (194- 193 v.Chr.)
- praetor Gaius Flaminius (193- 188 v.Chr.)
- praetor L. Manlius Acidinus (188- 186 v.Chr.)
- praetor L. Quintus Crispinus (186- 184 v.Chr.)
- praetor A. Terentius Varro (184- 182 v.Chr.)
- praetor A. Fulvius Flaccus (182- 180 v.Chr.)
- praetor Tiberius Sempronius Gracchus (180- 178 v.Chr.)
- praetor M. Titinius Curvus (178- 176 v.Chr.)
- praetor P. Furius Filus (174- 173 v.Chr.)
- praetor M. Claudius Marcellus (169- 168 v.Chr.)
- praetor P. Fulvius Nubilior (153- 152 v.Chr.)
- praetor M. Claudius Marcellus (152- 151 v.Chr.)

- consul L. Licinius Lucullus (151- 150? v.Chr.)
- consul Q. Fabius Maximus Aemilianus (145- 143 v.Chr.)
- proconsul Q. Caecilius Metellus Macedonicus (142- 141 v.Chr.)
- consul Q. Pompeius Rufus (141- 139 v.Chr.)
- consul M. Popilius Laenas (139- 137 v.Chr.)
- consul C. Hostilius Mancinus (137- 136 v.Chr.)
- consul L. Furius Philus (136- 135 v.Chr.)
- consul Q. Calpurnius Piso (135- 134 v.Chr.)
- consul P. Cornelius Scipio Africanus Aemilianus (134- 133 v.Chr.)